# Bansdih
Bansdih (o Bansdeeh) è una suddivisione dell'India, classificata come nagar panchayat, di 20.232 abitanti, situata nel distretto di Ballia, nello stato federato dell'Uttar Pradesh. In base al numero di abitanti la città rientra nella classe III (da 20.000 a 49.999 persone).

## Geografia fisica
La città è situata a 25° 53' 54 N e 84° 13' 20 E.

## Società

### Evoluzione demografica
Al censimento del 2001 la popolazione di Bansdih assommava a 20.232 persone, delle quali 10.413 maschi e 9.819 femmine. I bambini di età inferiore o uguale ai sei anni assommavano a 3.384, dei quali 1.740 maschi e 1.644 femmine. Infine, coloro che erano in grado di saper almeno leggere e scrivere erano 10.797, dei quali 6.698 maschi e 4.099 femmine.